# 津軽線
津軽線（つがるせん）は、青森県青森市の青森駅と同県東津軽郡外ヶ浜町の三厩駅を結ぶ、東日本旅客鉄道（JR東日本）の鉄道路線（地方交通線）である。
このうち、青森駅 - 新中小国信号場間 33.7 km は、本州と北海道を結ぶ鉄道の一部として貨物列車も運行されている。北海道新幹線開業前は本州と北海道を結ぶ旅客列車も運行され、海峡線などとともに「津軽海峡線」の一部を構成していた。2016年3月の北海道新幹線開業と同時に「津軽海峡線」の愛称は廃止された。

## 概要
津軽半島の東部を縦貫する路線である。かつては津軽半島の東側の町村を結ぶローカル線であったが、1988年（昭和63年）の青函トンネル開通後は、青森駅 - 新中小国信号場間は本州と北海道とを結ぶ列車が多く通過する路線となった。中小国駅 - 大平駅間にある新中小国信号場で青函トンネルに繋がる北海道旅客鉄道（JR北海道）の海峡線が分岐している。一方、新中小国信号場 - 三厩駅間はローカル線として取り残され、定期列車は蟹田 - 三厩間に1日5往復の旅客列車が運行されるのみとなった。
2016年（平成28年）3月26日開業の北海道新幹線は本路線と並行するが、並行区間の経営母体が別会社（津軽線はJR東日本で、北海道新幹線はJR北海道）であることから並行在来線としては扱われず、また、本路線の津軽二股駅及び新幹線奥津軽いまべつ駅の選択乗車も認められていない。新幹線の開通に伴い、海峡線の設備や運行システムが更新されたため、在来線専用の電車・電気機関車は同線を走行できなくなり、特急や寝台列車といった定期旅客列車は新幹線の開業と同時に廃止され、当線の津軽二股駅が新幹線奥津軽いまべつ駅への連絡駅となった。しかし、特急の廃止後も普通列車の運行本数は殆ど変わらず、蟹田駅 - 三厩駅間の増発もされず、津軽二股駅と奥津軽いまべつ駅との接続も改善されていない。そのため、特急停車駅であった蟹田駅を含め、津軽線沿線と北海道方面の利便性は大きく低下した一方、奥津軽いまべつ駅には今別町が運営する新幹線利用者のための無料駐車場が併設されており、津軽半島各地から新幹線を利用する場合は格段に便利になっている。
青函トンネル開業に際し、列車交換設備のある駅は貨物列車の行き違いを考慮して構内待避線の有効長が延長されたが、旅客ホームの有効長はそれ以前のままである。

### 路線データ
- 管轄（事業種別）・区間（営業キロ）
  - 東日本旅客鉄道（第一種鉄道事業者）
    - 青森駅 - 三厩駅：55.8 km（中小国駅 - 新中小国信号場間 2.3 km は、北海道旅客鉄道海峡線と重複）

  - 日本貨物鉄道（第二種鉄道事業者）
    - 青森駅 - 新中小国信号場：33.7 km
- 軌間：1,067 mm
- 駅数：18（起点駅を含む）
  - 津軽線所属の旅客駅に限定した場合、奥羽本線所属[5]（2010年12月3日までは東北本線所属[6]）の青森駅が除外され、17駅となる。
- 信号場数：2
  - 津軽線所属の信号場は新油川信号場のみ。新中小国信号場は海峡線所属[6]である。
- 複線区間：なし（全線単線）
- 電化区間：青森駅 - 新中小国信号場（交流20,000 V・50 Hz）
- 閉塞方式
  - 青森駅 - 新中小国信号場間：自動閉塞式
  - 新中小国信号場 - 三厩駅間：特殊自動閉塞式（軌道回路検知式）
- 保安装置：ATS-SN
- 最高速度
  - 青森駅 - 新中小国信号場間：100 km/h
  - 新中小国信号場 - 三厩駅間：85 km/h
- 運転指令所：盛岡総合指令室（CTC・PRC）※2019年4月28日までは北海道旅客鉄道函館指令センターが指令業務を行っていた。
  - 運転取扱駅（駅が信号を制御）：青森駅
  - 準運転取扱駅（入換時は駅が信号を制御）：蟹田駅
- IC乗車カード対応区間：なし

2016年（平成28年）4月1日以降も、それまで通り全線を東日本旅客鉄道盛岡支社が管轄しており、新中小国信号場の構内は一部設備をのぞき北海道旅客鉄道函館支社が管轄する。

## 歴史
1922年（大正11年）の改正鉄道敷設法別表第2号に規定する予定線「青森県青森より三厩、小泊を経て五所川原に至る鉄道」の一部にあたる。津軽半島を馬蹄形に巡る鉄道路線のうち、西側の五所川原駅 - 津軽中里駅間は1930年に津軽鉄道線として開業していたが、東側の津軽線は太平洋戦争後の開業となり1951年に青森駅 - 蟹田駅間、1958年に蟹田駅 - 三厩駅間が開業した。
津軽線は青函トンネルの本州側の取付け路線として整備され、青森駅 - 新中小国信号場間の電化や交換設備の増設が行われた。これによって、津軽線は本州と北海道を結ぶ大動脈の一部となった。

### 年表
- 1951年（昭和26年）12月5日：日本国有鉄道（国鉄）が青森駅 - 蟹田駅間 (27.0 km) を津軽線として新規開業。油川駅・奥内駅・後潟駅・蓬田駅・瀬辺地駅・蟹田駅が開業。
- 1958年（昭和33年）10月21日：蟹田駅 - 三厩駅間 (28.8 km) を延伸し全線開業。中小国駅・大平駅・津軽二股駅・大川平駅・今別駅・三厩駅が開業。
- 1959年（昭和34年）11月25日：津軽宮田駅・左堰駅・中沢駅・郷沢駅が開業。
- 1960年（昭和35年）12月10日：津軽浜名駅が開業。
- 1984年（昭和59年）2月1日：全線で貨物営業が廃止。
- 1987年（昭和62年）4月1日：国鉄分割民営化により、東日本旅客鉄道が承継。
- 1988年（昭和63年）3月13日：北海道旅客鉄道海峡線開業に伴い、青森駅 - 新中小国信号場間が交流電化。新油川信号場・新中小国信号場が新設。日本貨物鉄道が青森駅 - 新中小国信号場 (33.7 km) で第二種鉄道事業開始（4年ぶりの貨物営業再開）。
- 1991年（平成3年）3月16日：三厩駅を「みうまや」から「みんまや」に呼称変更。
- 2016年（平成28年）
  - 1月1日：北海道新幹線の開業準備に伴い、蟹田 - 三厩間を終日運休し[10]、一部バス代行を実施[報道 2][注釈 2]。
  - 3月22日 - 25日：北海道新幹線の開業準備に伴い、特急「白鳥」・「スーパー白鳥」、急行「はまなす」を全区間で運休（正式廃止日は26日）。普通列車・貨物列車についてはほぼ平常通り運行された。
- 2019年（平成31年）4月29日：指令業務を北海道旅客鉄道函館指令センターから盛岡総合指令室に移管し、運行管理の委受託を解消。同時に新中小国信号場 - 三厩駅間をCTC化。
- 2020年（令和2年）3月14日：青森駅 - 蟹田駅間でワンマン運転を開始。
- 2021年（令和3年）3月13日：GV-E400系が営業運転を開始[報道 3]。
- 2022年（令和4年）災害区間運休の告知（蟹田駅にて、2024年5月）

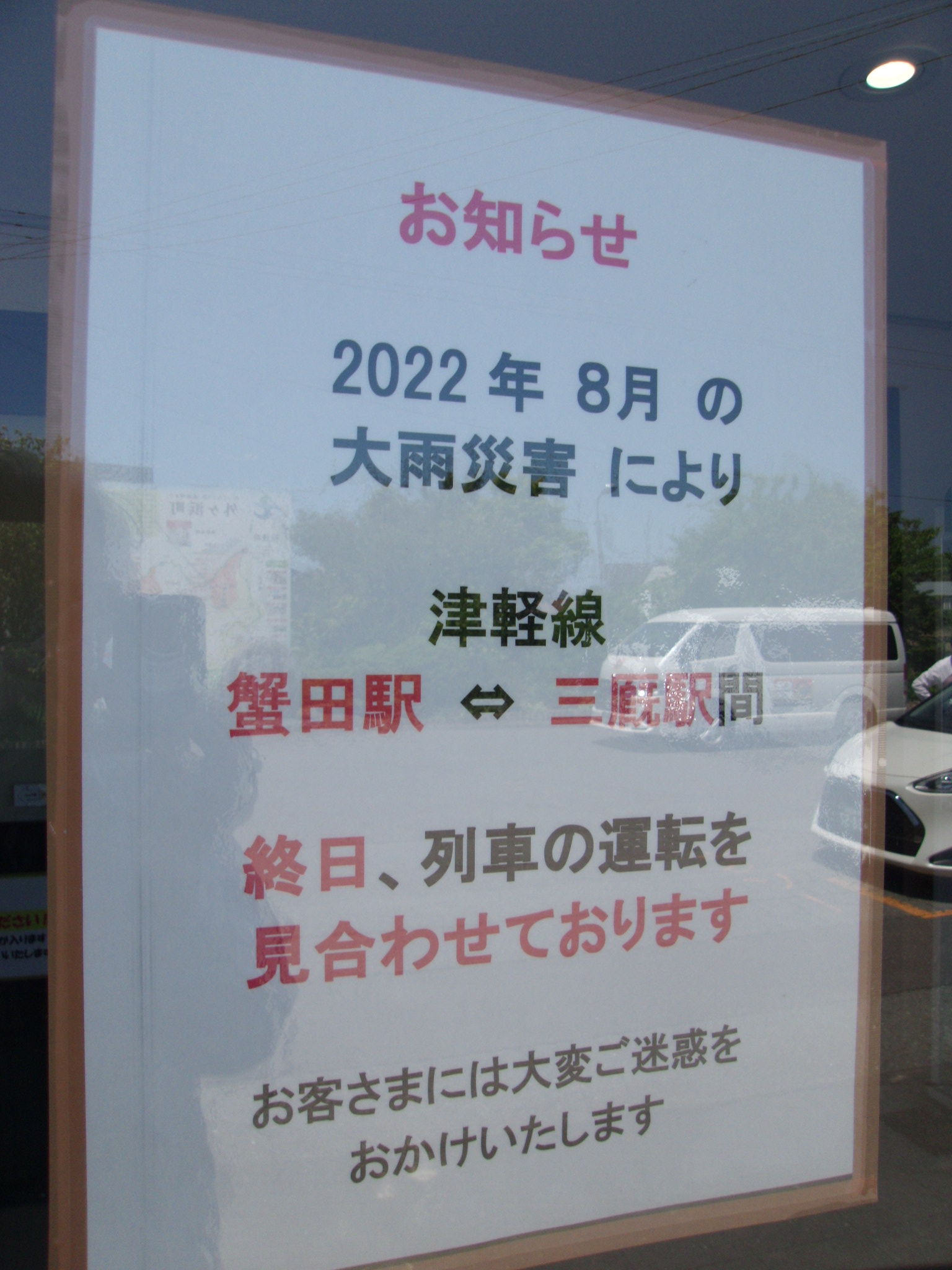
災害区間運休の告知（蟹田駅にて、2024年5月）

  - 3月12日：ダイヤ改正により、全定期列車をワンマン化[報道 4]。
  - 8月3日：同日及び8月9日の大雨により、設備に被害が出たため、蟹田駅 - 三厩駅間の旅客列車が当面運休となる（海峡線に乗り入れる貨物列車は運行継続）[11][12]。なお、JR東日本盛岡支社は「津軽線復旧まで1か月以上かかる見通しである」と同年8月11日に表明した[報道 5]。JR東日本は当初、3日の大雨による被害で「復旧まで10日前後かかる見通し」[報道 6]と表明したが、9日の大雨で更に被害が拡大した。
  - 8月22日：蟹田駅 - 三厩駅間でバス代行開始。運行は1日3往復計6本[13]。
  - 12月19日：蟹田駅 - 三厩駅間について、復旧する場合、最低でも6億円の費用が掛かる見通しを明らかにするとともに、廃止の可能性を含めて年明けより自治体と協議を開始することを発表[14]。
- 2023年（令和5年）9月1日：存廃協議で今別町が、蟹田駅 - 三厩駅間のうち、津軽二股駅 - 三厩駅に関してバス、乗合タクシーで代替する一部転換を容認する姿勢に転じる[15]。
- 2024年（令和6年）5月23日：今別町の阿部義治町長が、蟹田駅 - 三厩駅間の復旧断念を表明[16]。
- 2025年（令和7年）6月10日：JR東日本盛岡支社・青森県・今別町・外ヶ浜町が、蟹田駅以北の定期旅客列車運行、新中小国信号場 - 三厩駅間の鉄道事業、中小国駅を2027年（令和9年）4月1日に廃止することで合意[17][18][19]。
- 2026年（令和8年）：蟹田駅 - 三厩駅間で鉄道に代わる自動車交通を運営するためのNPO法人を沿線自治体とともに設立予定[20]。

## 運行形態

### 広域輸送
本州と北海道を結ぶ貨物列車が多く運行されている。また2016年3月21日までは、津軽海峡線の一部として新青森駅 - 函館駅間の特急「スーパー白鳥」「白鳥」や、夜行列車として上野駅 - 札幌駅間に寝台特急 「カシオペア」・青森駅 - 札幌駅間に急行「はまなす」などの本州と北海道を結ぶ旅客列車も運行されていたが、北海道新幹線開業に伴い、これらの旅客列車は運行を終了した。JR北海道（海峡線）との営業上の分界点は中小国駅、施設上の分岐点は新中小国信号場であるが、運転上の分界点は蟹田駅であり、乗務員の交替は蟹田駅か青森駅で行なわれた。

### 地域輸送
運転系統は蟹田駅を境に分断されている。全列車が全線でワンマン運転を行っている。
青森駅 - 蟹田駅間については、数多く運転される本州 - 北海道間の貨物列車の間を縫う形で、秋田総合車両センター南秋田センター所属の701系電車を使用して1日9往復（2018年現在）の普通列車が運転されている。2016年3月25日までは、早朝・夜に八戸運輸区所属で一般用のキハ40系気動車（キハ40形、キハ48形）も運転されていた。この気動車列車のうち朝の1本は、2010年12月4日のダイヤ改正から2014年3月14日まで青い森鉄道線に直通して、蟹田駅から八戸駅までを運行しており、八戸運輸区に車両を入庫させていた。
なお、2010年12月3日までは特急用の485系電車やE751系電車が間合い運用で運転されていた。そのため、そうした特急用車両使用の普通列車にはグリーン車が自由席グリーン車として連結され、グリーン券の販売も行われていた。
蟹田駅 - 三厩駅間については秋田総合車両センター南秋田センター所属のGV-E400系気動車による普通列車のみの運転で、本数は1日5往復（2021年現在）である。そのうち1往復が出入庫のため青森駅 - 三厩駅間を直通するが、それ以外は蟹田駅 - 三厩駅間の運転である。
2002年12月からは、専用車両を使用した周遊観光列車「きらきらみちのく津軽・八戸」号が不定期で運転されていたが、現在は津軽線に乗り入れていない。2006年5月3日には八戸線で運用している“うみねこ”を使用した「快速終着駅号」が青森駅 - 三厩駅間で運転された。「快速終着駅号」は2007年9月17日にも運転された。
2010年12月4日からは、弘前駅 - 蟹田駅間でハイブリッド車両（HB-E300系気動車）を使用した観光列車「リゾートあすなろ津軽」が運行された。2012年9月からは運転区間を弘前駅 - 三厩駅間に延長した「リゾートあすなろ竜飛」が土曜日・休日を中心に1往復運行されていた時期もある。
2016年3月26日から2023年3月17日まで蟹田発夕方の上り普通列車1本が、青森駅で進行方向を変え、奥羽本線津軽新城駅まで乗り入れていた。

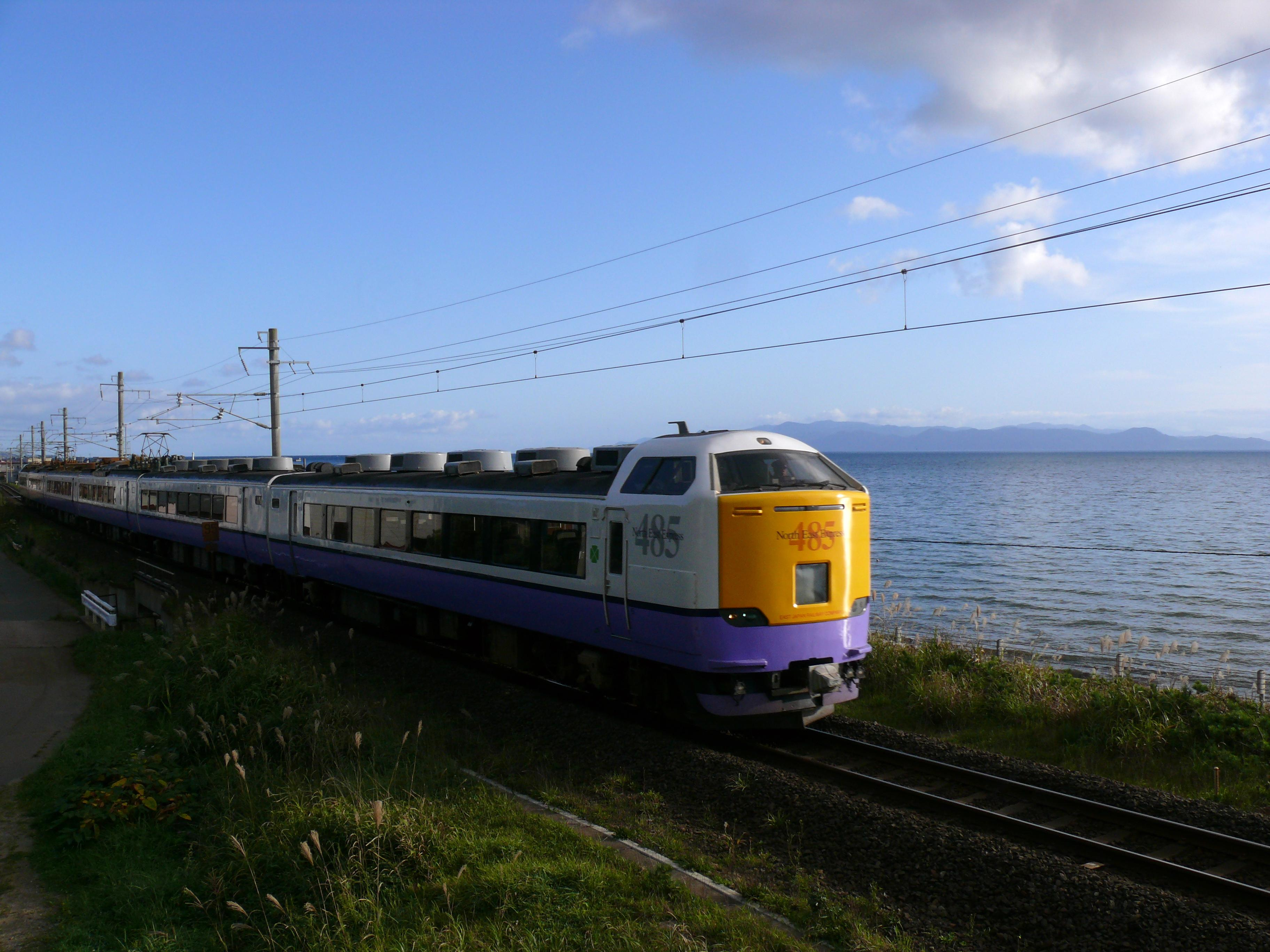
陸奥湾を望んで走る485系電車による普通列車 （2009年9月20日 蟹田 - 瀬辺地）
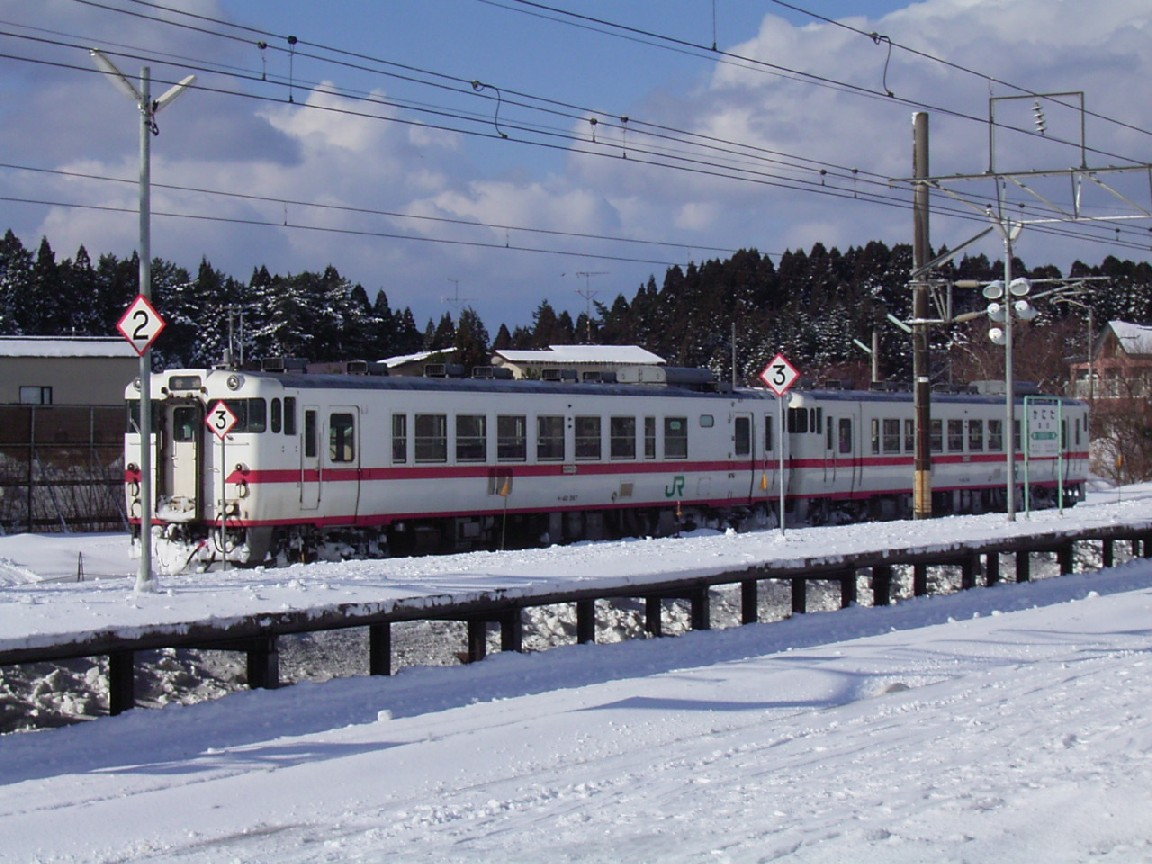
キハ40系気動車（蟹田駅の留置線で待機中）
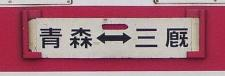
気動車に付けられた行先標（2枚目の写真の車両とは別）。

## 使用車両

### 現在の使用車両
旅客列車には以下の車両が使用されている。
電車
- 701系（秋田総合車両センター南秋田センター所属）

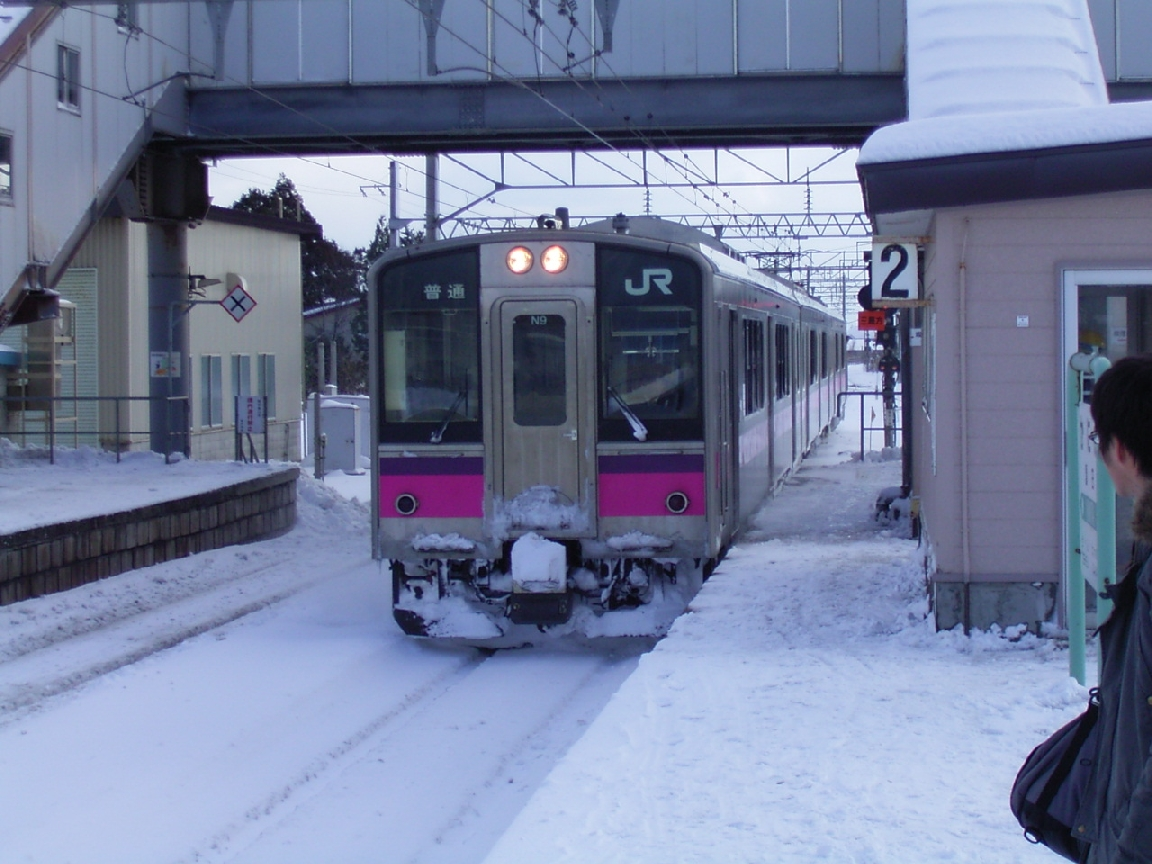

### 過去の使用車両
蒸気機関車
- 8620形 - 全線開業時の祝賀列車にも充当
- C11形

ディーゼル機関車
- DE10形 - 民営化後も工臨や2017年（平成29年）7月の「津軽線レトロ客車号」などで入線

電気機関車
- ED79形

旅客列車には以下の車両が使用されていた。
電車
- 485系 - 特急「はつかり」「白鳥」（函館駅 - 八戸駅間）
- E751系
- 789系 - 特急「スーパー白鳥」

気動車
- キハ22形
- キハ40系（キハ40・48形）
- GV-E400系

客車
- 60・61形
- 24系25形 - 寝台特急「北斗星」「トワイライトエクスプレス」「日本海」
- E26系 - 寝台特急「カシオペア」
- 高崎車両センター（現・ぐんま車両センター）の動態保存用旧型客車群 - 2017年（平成29年）7月の「津軽線レトロ客車号」で入線
- 14系 - 急行「はまなす」、快速「海峡」
- 50系 - 快速「海峡」

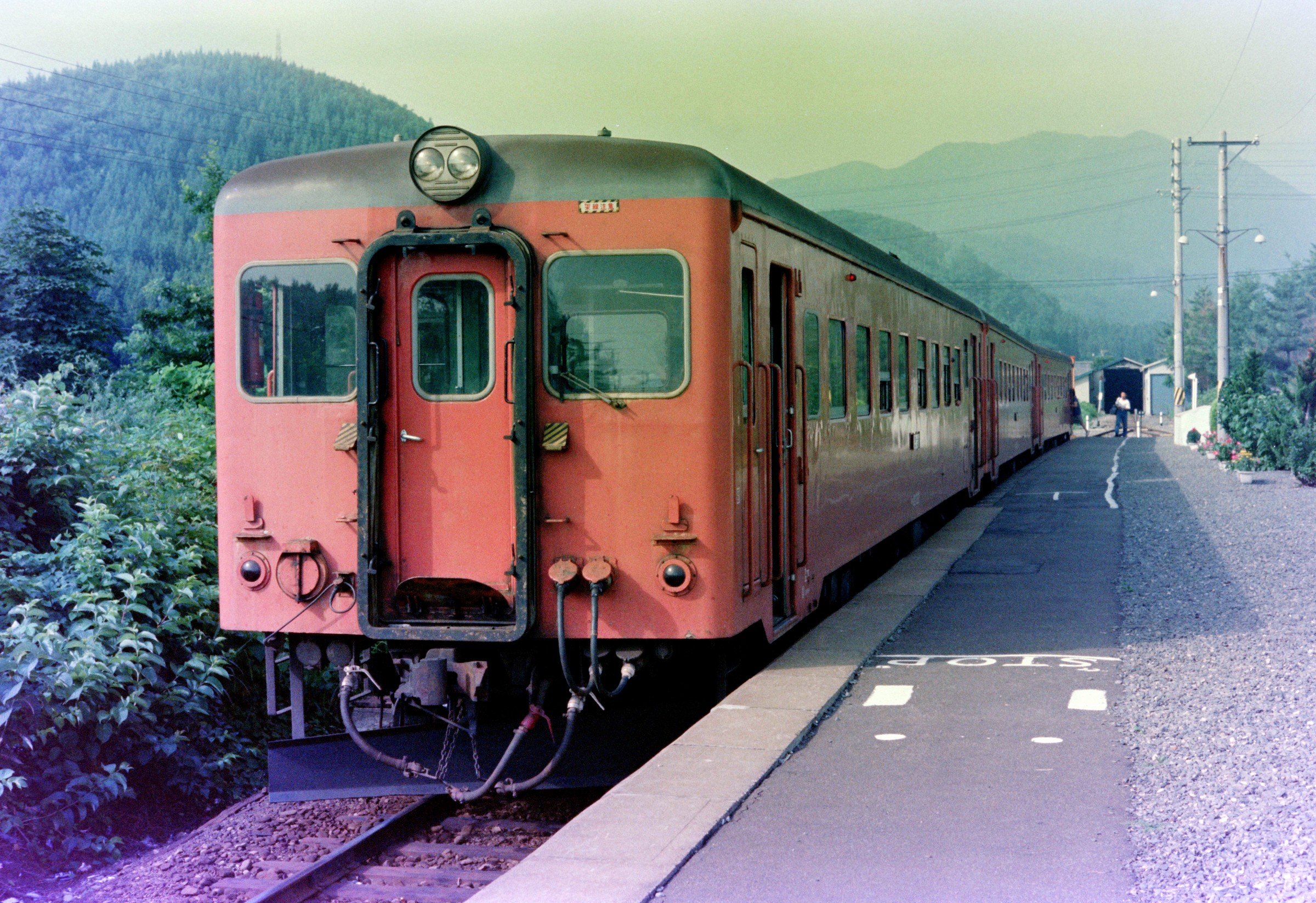
キハ22形3両編成（1984年、三厩駅）
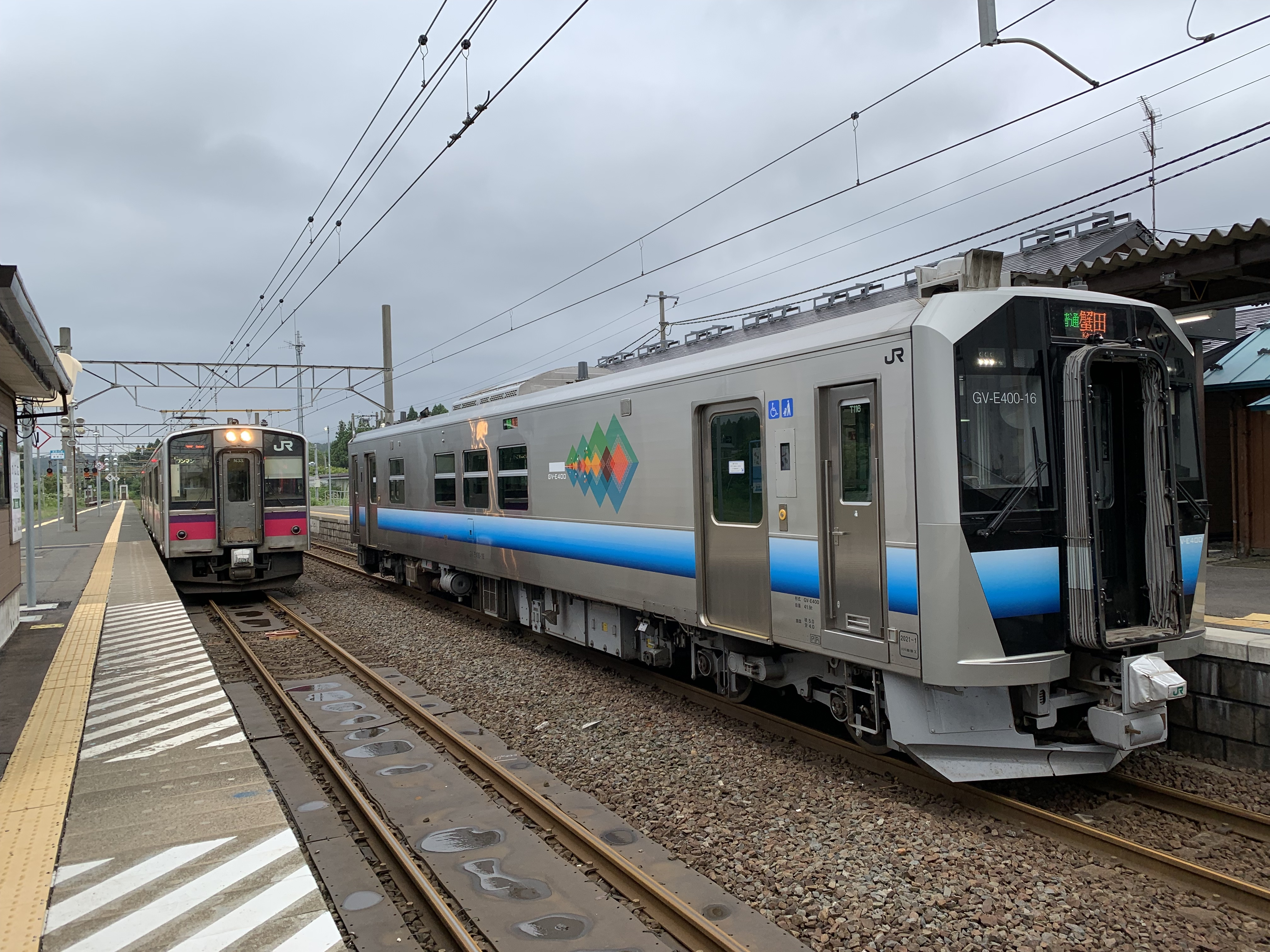
GV-E400系（2021年、蟹田駅）

## 存廃問題
2022年8月の大雨により、末端区間の新中小国信号場 - 三厩駅間で路盤が流出するなどの甚大な被害を受けたため、同区間を含む蟹田駅 - 三厩駅間の旅客列車の運休が続いている。JR東日本は同区間の復旧に4カ月、費用は6億円以上との試算を出しており、輸送実績も低迷していることから「鉄道の特性である大量輸送のメリットを発揮することが困難」として、地元自治体に対し同区間の廃止も含めた協議に入っていた。
存廃に関して沿線の外ヶ浜町はJR東日本の提案を受け入れ、鉄道の復旧に拘らない姿勢である一方で、今別町は鉄道での復旧を主張して意見が対立し議論の停滞が続いていたが、2024年5月23日に青森市内で行われた沿線首長級会議で今別町の阿部義治町長が「個人としては今でも鉄路復旧の気持ちはあるが、鉄路にこだわり続けても議論が進展せず、町や沿線のためにならない。苦渋の決断をした」として、蟹田駅 - 三厩駅間の鉄道による復旧を断念することを表明した。これにより蟹田駅 - 三厩駅間に関しては、国・青森県・JR東日本・沿線自治体の合意により鉄道の廃止、バスやタクシーなどによる転換を前提に新たな交通体系の導入に向けた具体的な議論に入る事となった。
JR東日本は地元自治体側との合意を前提に、2026年度内に国土交通省へ不通区間の鉄道事業廃止届を提出し、2027年春に廃止する方向で調整する意向を示しており、2025年3月、青森県・JR東日本・沿線自治体の最終的な協議により、蟹田駅 - 三厩駅の鉄道事業を2027年4月に廃止のうえで自動車交通へ転換することに合意し、同年6月上旬に基本合意書の締結を目指すこととなった。自動車交通については、現在各社がそれぞれ運行している形態を、新たに設立されるNPO法人に一括化したうえでJRの職員を派遣する意向が示されており、重複区間の解消など効率化を図るとしている。また廃止区間の用地については、JR東日本より外ヶ浜町・今別町に無償譲渡される見込みとなっている。
同年6月10日に正式に基本合意がされ、この中で2027年4月1日に、JR東日本が蟹田駅以北の定期旅客列車運行、新中小国信号場 - 三厩駅間および中小国駅を廃止することが盛り込まれた。これにより、津軽線の定期旅客列車は蟹田駅が終着となり、蟹田駅 - 新中小国信号場間は事実上の貨物線となる見通しとなった。
なお、津軽線との重複区間であるJR北海道の海峡線中小国駅 - 新中小国信号場間について、JR東日本の中小国駅廃止後の扱いは現時点で公表されていない。

### 代行輸送

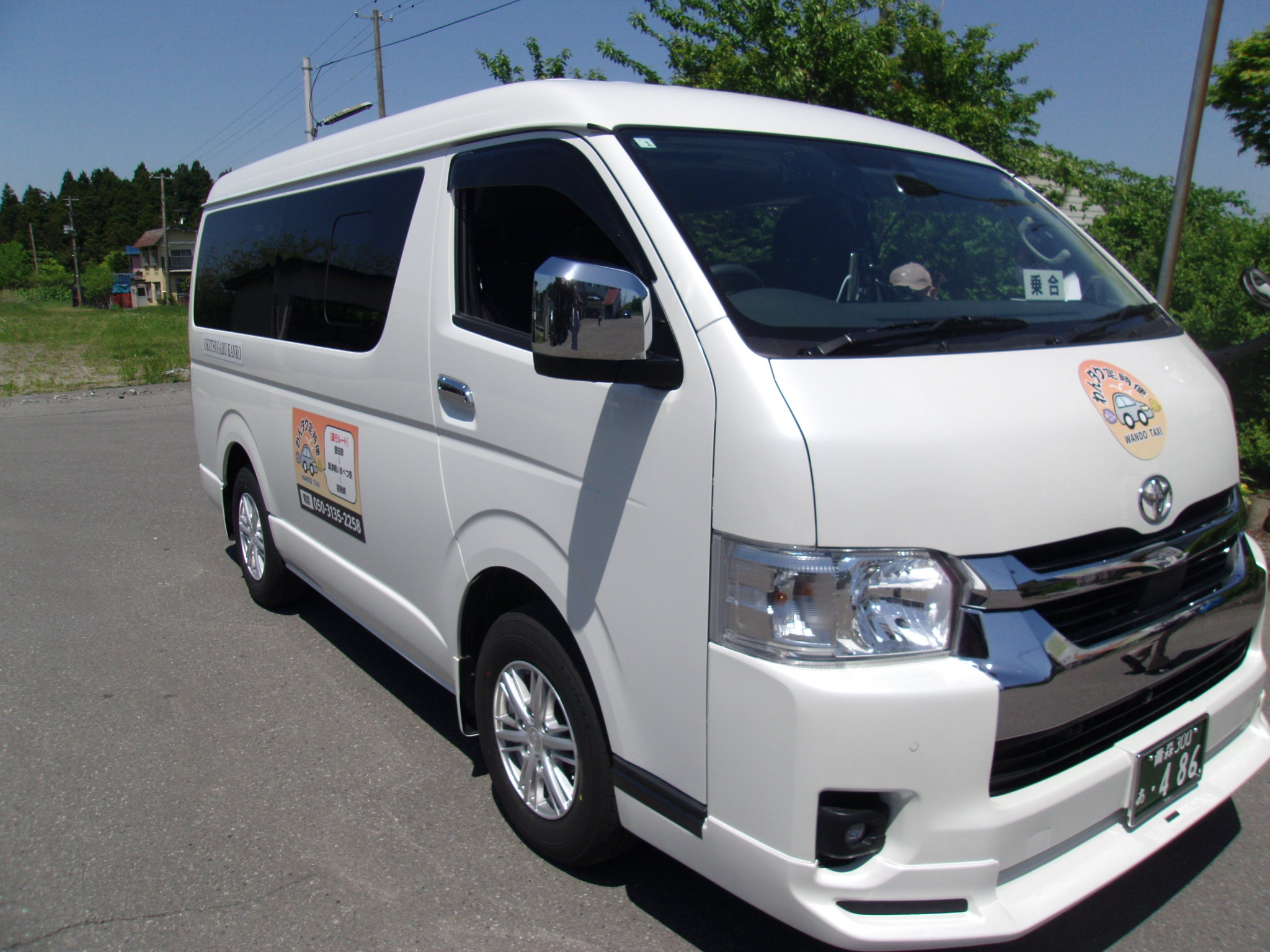
奥津軽観光が運行するわんタク定時便
（ハイエースワゴン・モデリスタ仕様）

不通となっている蟹田駅 - 三厩駅間に関しては、2022年8月22日より代行バス及び乗合タクシー「わんタク」への振替輸送を行っている。代行バスは平日4往復・土休日3往復で朝夕の時間帯を中心に蟹田駅 - 三厩体育館間で中型バスが運行されている。また、発災1か月前の2022年7月から実証実験で日中帯に運行されている乗合タクシーの「わんタク」も不通に伴い代行輸送に指定されており、蟹田駅 - 三厩体育館間の「代行バス乗降所」については、いずれも不通区間の乗車券・定期券で乗車が可能となっている。2024年4月1日からは「わんタク」は定時定路線型乗合タクシー「わんタク定時便」（1日4往復・ワゴン車での運行）、デマンド型乗合タクシー「わんタクフリー便」に再編された。「わんタク定時便」については蟹田駅 - 龍飛崎灯台間で運行されている。なお、「わんタクフリー便」に関しては乗車日の1週間前から乗車60分前まで電話またはWEBによる予約が必須となる。
青春18きっぷ（北海道新幹線オプション券）を利用して本州から北海道に渡る場合、2024年度夏季までは蟹田駅から代行バスもしくは「わんタク」を利用して津軽二股駅まで移動、そのうえで隣接の奥津軽いまべつ駅から北海道新幹線（木古内駅まで）を利用するようになっていた（北海道からはこの逆となる）。2024年度冬季より北海道新幹線オプション券で利用できる北海道新幹線の区間が新青森駅 - 木古内駅間に拡大され、北海道新幹線に乗るために蟹田駅経由で津軽線および代行バス・わんタクを利用する必要がなくなった。
2024年4月1日以降、代行バス・「わんタク」停留所のうち「マエダストア蟹田店」は中小国駅発着（「わんタク」のみ停車）、「浜名五十嵐理容院」は津軽浜名駅発着、「三厩体育館」は三厩駅発着の乗車券・定期券で乗降車が可能な「代行バス乗降所」となっている。「わんタク定時便」に関しては、津軽二股駅（奥津軽いまべつ駅）で5分間の停車時間（トイレ休憩）が設けられている。
2025年3月15日に代行バスのダイヤ改正を行い、その後同年4月1日には「わんタク定時便」の新規乗降個所を29か所追加する。新規乗降箇所は「外ヶ浜中央病院」のほか、「青函トンネル入口広場」「青函トンネル記念館」「義経寺前」などでも乗降可能とし、観光施設への利便性向上をはかる。また、代行バスに付いても「わんタク定時便」の新規乗降個所のうち8か所に停車することとなる。
「わんタク」および代行バスの新規乗降箇所のうち、「外ヶ浜中央病院」（「わんタク」のみ停車）「下小国会館」「上小国会館」は中小国駅発着、「山本会館」は大平駅発着、「母沢」「与四郎沢」は津軽二股駅発着、「北大川平」は大川平駅発着、「オリオン美容院」「ふれあい文庫」「中央団地12号棟前」（「わんタク」のみ停車）は今別駅発着、「青函トンネル入口広場」（「わんタク」のみ停車）は津軽浜名駅発着の乗車券または定期券で乗降車可能とする。

## 駅・信号場一覧
- 全列車普通列車、すべての旅客駅に停車
- 電化状況　…25kV：交流電化25kV・50Hz
- 線路（全線単線） … ∨・◇：列車交換可（∨：起点）、｜：列車交換不可、ᗑ：三厩駅方面同士の列車の交換は不可
- 全駅青森県内に所在。
- 駅名欄の背景色が■（グレー）の駅（大平駅 - 三厩駅）は、大雨の被害により不通となっている区間の駅を示し、また、■（ライトブルー）は、その駅・信号場（中小国駅・新中小国信号場）がある区間が大雨の被害の関係で貨物列車のみの運行となっていることを示す（2022年8月9日時点）。

| 電化 状況          | 駅名           | 営業キロ | 営業キロ                                                  | 接続路線・備考                                      | 線路                                         | 所在地   | 所在地   |
| 電化 状況          | 駅名           | 駅間     | 累計                                                      | 接続路線・備考                                      | 線路                                         | 所在地   | 所在地   |
| ------------------ | -------------- | -------- | --------------------------------------------------------- | --------------------------------------------------- | -------------------------------------------- | -------- | -------- |
| 交流電化 20kV 50Hz | 青森駅         | -        | 0.0                                                       | 東日本旅客鉄道：■奥羽本線 青い森鉄道：■青い森鉄道線 | ∨                                            | 青森市   | 青森市   |
| 交流電化 20kV 50Hz | （滝内信号所） | -        | -                                                         |                                                     | ｜                                           | 青森市   | 青森市   |
| 交流電化 20kV 50Hz | 新油川信号場   | -        | 4.4                                                       |                                                     | ◇                                            | 青森市   | 青森市   |
| 交流電化 20kV 50Hz | 油川駅         | 6.0      | 6.0                                                       |                                                     | ｜                                           | 青森市   | 青森市   |
| 交流電化 20kV 50Hz | 津軽宮田駅     | 3.7      | 9.7                                                       |                                                     | ｜                                           | 青森市   | 青森市   |
| 交流電化 20kV 50Hz | 奥内駅         | 1.8      | 11.5                                                      |                                                     | ◇                                            | 青森市   | 青森市   |
| 交流電化 20kV 50Hz | 左堰駅         | 1.6      | 13.1                                                      |                                                     | ｜                                           | 青森市   | 青森市   |
| 交流電化 20kV 50Hz | 後潟駅         | 1.6      | 14.7                                                      |                                                     | ｜                                           | 青森市   | 青森市   |
| 交流電化 20kV 50Hz | 中沢駅         | 2.1      | 16.8                                                      |                                                     | ◇                                            | 青森市   | 青森市   |
| 交流電化 20kV 50Hz | 中沢駅         | 2.1      | 16.8                                                      | 東津軽郡                                            | ◇                                            | 蓬田村   |          |
| 交流電化 20kV 50Hz | 蓬田駅         | 2.3      | 19.1                                                      | 東津軽郡                                            |                                              | 蓬田村   | ｜       |
| 交流電化 20kV 50Hz | 郷沢駅         | 2.0      | 21.1                                                      | 東津軽郡                                            |                                              | 蓬田村   | ◇        |
| 交流電化 20kV 50Hz | 瀬辺地駅       | 2.3      | 23.4                                                      | 東津軽郡                                            |                                              | 蓬田村   | ｜       |
| 交流電化 20kV 50Hz | 蟹田駅         | 3.6      | 27.0                                                      | 東津軽郡                                            |                                              | ◇        | 外ヶ浜町 |
| 交流電化 20kV 50Hz | 中小国駅       | 4.4      | 31.4                                                      | 東津軽郡                                            | 北海道旅客鉄道：海峡線（営業上の境界）       | ｜       | 外ヶ浜町 |
| 25kV               | 新中小国信号場 | -        | 33.7                                                      | 東津軽郡                                            | 海峡線（および北海道新幹線）との施設上の境界 | ᗑ        | 外ヶ浜町 |
| 非電化             |                |          |                                                           | 東津軽郡                                            |                                              |          | 外ヶ浜町 |
| 大平駅             | 3.6            | 35.0     |                                                           | 東津軽郡                                            | ｜                                           |          | 外ヶ浜町 |
| 津軽二股駅         | 11.6           | 46.6     | 北海道旅客鉄道： 北海道新幹線・海峡線（奥津軽いまべつ駅） | 東津軽郡                                            | ｜                                           | 今別町   |          |
| 大川平駅           | 2.0            | 48.6     |                                                           | 東津軽郡                                            | ｜                                           | 今別町   |          |
| 今別駅             | 2.4            | 51.0     |                                                           | 東津軽郡                                            | ｜                                           | 今別町   |          |
| 津軽浜名駅         | 1.7            | 52.7     |                                                           | 東津軽郡                                            | ｜                                           | 今別町   |          |
| 三厩駅             | 3.1            | 55.8     |                                                           | 東津軽郡                                            | ｜                                           | 外ヶ浜町 |          |

1. ↑  滝内信号所は現在は青森駅構内扱い。
2. ↑  海峡線は2016年3月21日に在来線定期旅客列車の運行を終了。その運行終了までの期間、中小国駅に海峡線列車の停車はなかったため、実質的な海峡線と津軽線三厩方面との乗換駅は蟹田駅であった。
3. ↑  海峡線は津軽線と別れた先で北海道新幹線に合流し、木古内方は三線軌条となっている。
4. ↑  津軽二股駅と奥津軽いまべつ駅は隣接しており、物理的に乗り換えは可能であるが、営業上は別駅の扱い。

2023年度の時点で、JR東日本自社による乗車人員集計の対象駅は、青森駅・蟹田駅である。それ以外の駅は完全な無人駅のため集計対象から外されている。

## 利用状況

### 平均通過人員
各年度の平均通過人員（人/日）は以下のとおりである。
| 年度                   | 平均通過人員（人/日） | 平均通過人員（人/日） | 平均通過人員（人/日） | 出典   |
| 年度                   | 全区間                | 青森 - 中小国         | 中小国 - 三厩         | 出典   |
| ---------------------- | --------------------- | --------------------- | --------------------- | ------ |
| 1987年度（昭和62年度） | 2,131                 | 10,813                | 415                   | [ 39 ] |
| 2011年度（平成23年度） | 2,588                 | 4,457                 | 183                   | [ 39 ] |
| 2012年度（平成24年度） | 2,765                 | 4,779                 | 173                   | [ 39 ] |
| 2013年度（平成25年度） | 2,739                 | 4,741                 | 163                   | [ 39 ] |
| 2014年度（平成26年度） | 2,575                 | 4,471                 | 135                   | [ 40 ] |
| 2015年度（平成27年度） | 2,419                 | 4,202                 | 126                   | [ 40 ] |
| 2016年度（平成28年度） | 480                   | 763                   | 116                   | [ 40 ] |
| 2017年度（平成29年度） | 463                   | 740                   | 106                   | [ 40 ] |
| 2018年度（平成30年度） | 464                   | 735                   | 115                   | [ 40 ] |
| 2019年度（令和元年度） | 452                   | 720                   | 107                   | [ 41 ] |
| 2020年度（令和02年度） | 387                   | 604                   | 107                   | [ 41 ] |
| 2021年度（令和03年度） | 356                   | 556                   | 98                    | [ 41 ] |
| 2022年度（令和04年度） | 325                   | 516                   | 80                    | [ 41 ] |
| 2023年度（令和05年度） | 299                   | 483                   | 61                    | [ 42 ] |

### 収支・営業系数
各年度の収支（運輸収入、営業費用）、営業係数、収支率は以下のとおりである。▲はマイナスを意味する。なお、中小国駅 - 三厩駅間については、2022年度（令和4年度）のデータは公表されていない。
| 年度                   | 収支（百万円） | 収支（百万円） | 収支（百万円） | 営業 係数 （円） | 収支率 | 出典       |
| 年度                   | 運輸 収入      | 営業 費用      | 計             | 営業 係数 （円） | 収支率 | 出典       |
| ---------------------- | -------------- | -------------- | -------------- | ---------------- | ------ | ---------- |
| 2019年度（令和元年度） | 97             | 2,261          | ▲2,164         | 2,326            | 4.3%   | [ 報道 8 ] |
| 2020年度（令和02年度） | 67             | 2,208          | ▲2,140         | 3,249            | 3.1%   | [ 報道 8 ] |
| 2021年度（令和03年度） | 63             | 2,049          | ▲1,986         | 3,226            | 3.1%   | [ 報道 9 ] |
| 2022年度（令和04年度） | 66             | 1,842          | ▲1,776         | 2,787            | 3.6%   | [ 報道 7 ] |

| 年度                   | 収支（百万円） | 収支（百万円） | 収支（百万円） | 営業 係数 （円） | 収支率 | 出典       |
| 年度                   | 運輸 収入      | 営業 費用      | 計             | 営業 係数 （円） | 収支率 | 出典       |
| ---------------------- | -------------- | -------------- | -------------- | ---------------- | ------ | ---------- |
| 2019年度（令和元年度） | 9              | 720            | ▲711           | 7,744            | 1.3%   | [ 報道 8 ] |
| 2020年度（令和02年度） | 7              | 585            | ▲577           | 7,694            | 1.3%   | [ 報道 8 ] |
| 2021年度（令和03年度） | 6              | 594            | ▲587           | 8,582            | 1.2%   | [ 報道 9 ] |